# Thrypticomyia arcus
Thrypticomyia arcus là một loài ruồi trong họ Limoniidae. Chúng phân bố ở miền Australasia.